# Назарьево (Павлово-Посадский городской округ)
Наза́рьево — деревня в Московской области России. Входит в Павлово-Посадский городской округ. Население — 208 чел. (2010).

## География
Деревня Назарьево расположена в центральной части городского округа, примерно в 4 км к юго-востоку от города Павловский Посад. Высота над уровнем моря 127 м. В 1,5 км к северу от деревни протекает река Клязьма. К деревне приписано 9 СНТ. Ближайшие населённые пункты — деревни Щекутово и Стремянниково.

## История
Усадьба создана во второй половине XIX века владельцем местного химического завода купцом С. П. Уриным и до 1917 года принадлежала его наследникам.
Сохранились деревянный одноэтажный с андресолями главный дом 1885 года.
В 1926 году деревня являлась центром Назаровского сельсовета Теренинской волости Орехово-Зуевского уезда Московской губернии.
С 1929 года — населённый пункт в составе Павлово-Посадского района Орехово-Зуевского округа Московской области, с 1930-го, в связи с упразднением округа, — в составе Павлово-Посадского района Московской области.
До муниципальной реформы 2006 года Назарьево входило в состав Улитинского сельского округа Павлово-Посадского района.
В деревне имеется часовня Иконы Божией Матери Неопалимая Купина, нач. XX века.
С 2004 до 2017 гг. деревня входила в Улитинское сельское поселение Павлово-Посадского муниципального района.

## Население
В 1926 году в деревне проживало 685 человек (327 мужчин, 358 женщин), насчитывалось 148 хозяйств, из которых 134 было крестьянских. По переписи 2002 года — 221 человек (87 мужчин, 134 женщины).
| 1926 | 2002 | 2006 | 2010 |
| ---- | ---- | ---- | ---- |
| 685  | ↘221 | ↘190 | ↗208 |